# Gynacantha africana
Gynacantha africana – gatunek ważki z rodziny żagnicowatych (Aeshnidae).